# Monitoring Times
Monitoring Times (deutsch etwa „Funküberwachungszeiten“), kurz MT, war eine gedruckte amerikanische Fachzeitschrift, die sich typischen Themen des Amateurfunks widmete, wie beispielsweise dem Kurzwellenempfang, Funkscannern und dem DXen, und darüber hinaus auch verwandten Themengebieten, wie Piratensendern und Zahlensendern.

## Geschichte
Die erste Ausgabe erschien Anfang 1982 mit dem Heft für Januar und Februar des Jahres. Hauptzielgruppe waren Funkamateure (Hams) und Kurzwellenhörer (SWLs). In den ersten zwei Jahren war die Erscheinungsweise zweimonatlich und ab Januar 1984 dann monatlich. Nach 32 Jahren der kontinuierlichen Veröffentlichung wurde das Magazin mit der Dezemberausgabe im Jahr 2013 eingestellt.
In Nachfolge der Monitoring Times gibt es seit Januar 2014 das Onlinemagazin The Spectrum Monitor, das zunächst den Titel The Spectrum Times trug.